# International Pro Wrestling: United Kingdom
La International Pro Wrestling: United Kingdom (también conocida como IPW:UK o IPWUK) fue una empresa británica independiente de lucha libre profesional con sede en Margate. La compañía se estableció en 2004 y promueve eventos en todo Kent y el sureste; notablemente en Tonbridge, Swanley, Snodland y Selsdon.
Billy Wood vendió la compañía el 1 de enero de 2020 a Paul Hopkins. A partir del 1 de julio de 2020, International Pro Wrestling: United Kingdom anunció que dejaría de ser una empresa activa de lucha libre.

## Historia
La empresa hizo su debut en septiembre de 2004 con un espectáculo llamado Extreme Measures en los Orpington Halls en Orpington, Kent. El espectáculo incluyó un combate de Iron Fist entre Jonny Storm y Super Wrestling Guerrilla's Super Dragon. Otros espectáculos tempranos memorables para IPW: United Kingdom incluirían la serie Best of British que vería partidos para determinar los mejores luchadores en el Reino Unido de una determinada clase (High Flyers y Heavyweights). La promoción pronto llegaría a un acuerdo con The Wrestling Channel para transmitir un programa de televisión semanal de una hora.
En agosto de 2006, Frontier Wrestling Alliance permitió a IPW: UK participar en su segundo espectáculo Frontiers of Honor, que también involucra la empresa estadounidense Ring of Honor. Esta relación de trabajo con FWA parece empeorar cuando varios incidentes que involucran a IPW:UK usa el talento de FWA cuando el mismo talento estaba programado para aparecer en los eventos de FWA y promueve las defensas del título de FWA sin pedir permiso al equipo de gestión de FWA . Sin embargo, estos incidentes aparentemente legítimos se trabajaron en una disputa inter-promocional que vería entonces al campeón de IPW:UK Martin Stone se despojó de su título en parejas de FWA, del lado de IPW:UK en preparación para enfrentar a la estrella semirretirada de FWA Alex Shane en una empresa contra empresa: el ganador se lleva todo el combate en Broxbourne el 16 de marzo de 2007. Esto se cambió más tarde a The Orpington Halls vs. Flash Barker, el 25 de marzo, un evento que IPW: UK ganó.
A principios de 2007, IPW: Reino Unido anunció que desde octubre de 2007 hasta septiembre de 2008, se realizaría un torneo de 64 personas de un año titulado "Campeonato Nacional Británico". Esto culminó en una pelea final entre Johnny Moss y Terry Frazier, con Frazier ganando el BNC y el nuevo Campeón de Inglaterra.
A mediados de 2007, IPW: Reino Unido fue contactado por Endemol de Channel 4 para trabajar con Little Brother de Big Brother y el exconcursante de Big Brother Billi "Lightning" Bhatti. Después de exitosos días de entrenamiento, IPW: UK apareció en gran medida en el programa BBLB y ha seguido trabajando con Billi desde entonces, presentándolo en varios de sus eventos en vivo.
El 26 de agosto de 2012, en el booker de Summer Sizzler, Andy Quildan rompió con la promoción para garantizar que se mantuvieran los altos estándares que estableció para la promoción. Quildan traería consigo el Campeonato Británico de Peso Pesado, En Parejas y el Peso Crucero a su nueva empresa Revolution Pro Wrestling.
IPW: United Kingdom estableció una relación de trabajo con la WWE en 2015, que terminó más tarde, y también organizó convenciones de lucha de medios en el Reino Unido y en el extranjero. En 2018, IPW: UK aparecería en FreeSports, después de la caída de 5 Star Wrestling.
El 1 de enero de 2020 se anunció que IPW: UK se había vendido a Paul Hopkins y, aunque se afirmó que no había planes para realizar espectáculos en un futuro previsible, no se descartó que la compañía pudiera volver a realizar espectáculos en vivo.

## Campeonatos
| Campeonato                             | Actual (es) campeón (es)                                            | Reinado | Días  | Localización     | Excampeón (es)                            |
| -------------------------------------- | ------------------------------------------------------------------- | ------- | ----- | ---------------- | ----------------------------------------- |
| IPW:UK World Championship              | Rob Lynch                                                           | 1       | 2060+ | Maidstone, Kent  | David Starr                               |
| IPW:UK Junior Heavyweight Championship | Atsushi Kotoge                                                      | 1       | 2003+ | Osaka, Japón     | Daisuke Harada                            |
| IPW:UK Women's Championship            | Bobbi Tyler                                                         | 1       | 2270+ | Maidstone, Kent  | Sierra Loxton                             |
| IPW:UK Tag Team Championship           | The Anti-Fun Police (Chief Deputy Dunne & Los Federales Santos Jr.) | 1       | 2113+ | Canterbury, Kent | Pretty Deadly (Lewis Howley & Sam Stoker) |